# وثيقة رقمية

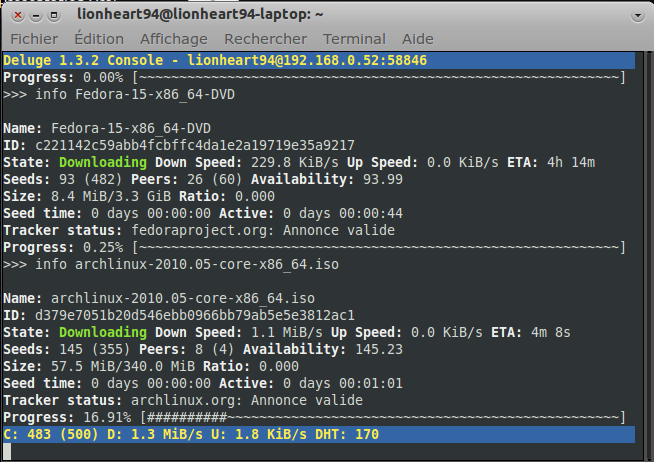

يشيرمصطلح «وثيقة رقمية» إلى الوسائط التي تضم النصوص والصور والفديوهات بعد إجراء معالجة إليكترونية لها. ويقصد ب «النظام الرقمي» أن عرض البيانات يأخد الطابع العددي أي أن المحتوى المادي للوثائق يكتسب قيم رقمية منفصلة. وتحتوي الوثيقة الرقمية على معلومات محفوظة في شكل «بايت» بلغة متعارف عليها ومخزنة بشكل دائم على نوع معين من الوسائط (قرص صلب وقرص مضغوط).ويقصد بالتوثيق الرقمي التمثيل المجرد والعددي للبيانات المحفوظة.

## مميزات الوثيقة الرقمية

### المرونة
تسمح الوثيقة الرقمية بجمع ودمج العناصر بطريقة مماثلة في وثيقة واحدة أيا كان نوع محتواها. فكل ما يظهر لنا هو دائماً قابل للتعديل.

### المحاكاة
تسمح الوثيقة الرقمية بالتطابق الكامل بين الأصل والصورة. وتكون المحاكاة الرقمية دائماً قابلة للاسترجاع كما تسمح بتعديل وقص ودمج الوثائق بطرق عديدة مع الاحتفاظ بالنص الأصلي دون تغيير.

### إعادة نسخ البيانات
تسمح الوثيقة الرقمية بالاحتفاظ بالنص الإليكتروني لمدة طويلة. غير أن – في الوقت نفسه- البيانات المحفوظة على الوسائط الإلكترونية عُرضة للإلغاء سواء بسبب خطأ من المستخدم أو بسبب تغيير في حالة القرص الممغنط. بالإضافة لذلك بسبب قصر عمر هذا النوع من الأقراص الممغنطة والأ سطوانات المضغوطة أصبح ليس من السهل تحديد مدة بقاء المعلومات المسجلة عليهم.